# Yun Shouping
Yun Shouping (恽寿平), conocido también como Nantian (Wujin, provincia de Jiangsu, 1633-1690), fue un pintor y calígrafo chino, considerado uno de los seis grandes maestros de la dinastía Qing.

## Biografía
Nació en el seno de una familia importante pero con problemas económicos. Era un alumno brillante y se esperaba que fuera a hacer el servicio civil, pero su familia no se lo podía permitir. En vez de eso, se dedicó al arte y ya con ocho años escribía poemas en flores de loto. Amén de pintar paisajes en sus primeros años. 
De joven, cuando pudo, viajó por China y se familiarizó con el arte de Wang Hui y Zha Shibiao. Al admirar los paisajes de Wong Hui por primera vez, Yun se sintió sobrecogido y consideró que el talento de Wong Hui era tal que él siempre estaría en segundo plano. Como resultado de ello decidió cambiar el sujeto de su arte. Estudió flores, pájaros, insectos y bambú y empezó a imitar el estilo del artista chino del siglo XI Xu Xi, llamado mogu o sin huesos por la sutileza de sus trazos. Este estilo se convirtió en el sello artístico de la familia Yun, que la hija de Yung Bing continuó desarrollando.
 

El estilo de Yun era vibrante y expresivo, trataba de plasmar la vitalidad interna y el espíritu de las cosas que pintaba y se inspiraba en el pasado: su  Flor y fruto (ahora en el Museo de Arte de Hong Kong) imitaba el estilo de los maestros de la dinastía Yuan. No se arredraba en el uso de fuertes colores como rojos o púrpuras, considerados por otros pintores chinos ofensivos y chillones. Retomó el tema de las naturalezas muertas florales en China y se hizo famoso en todo el país. Su estilo fue muy imitado y fundó la Escuela Ch'ang-chou de pintura. Yun era además un excelente calígrafo, en su estilo de caligrafía se ve el de Chu Suiliang.

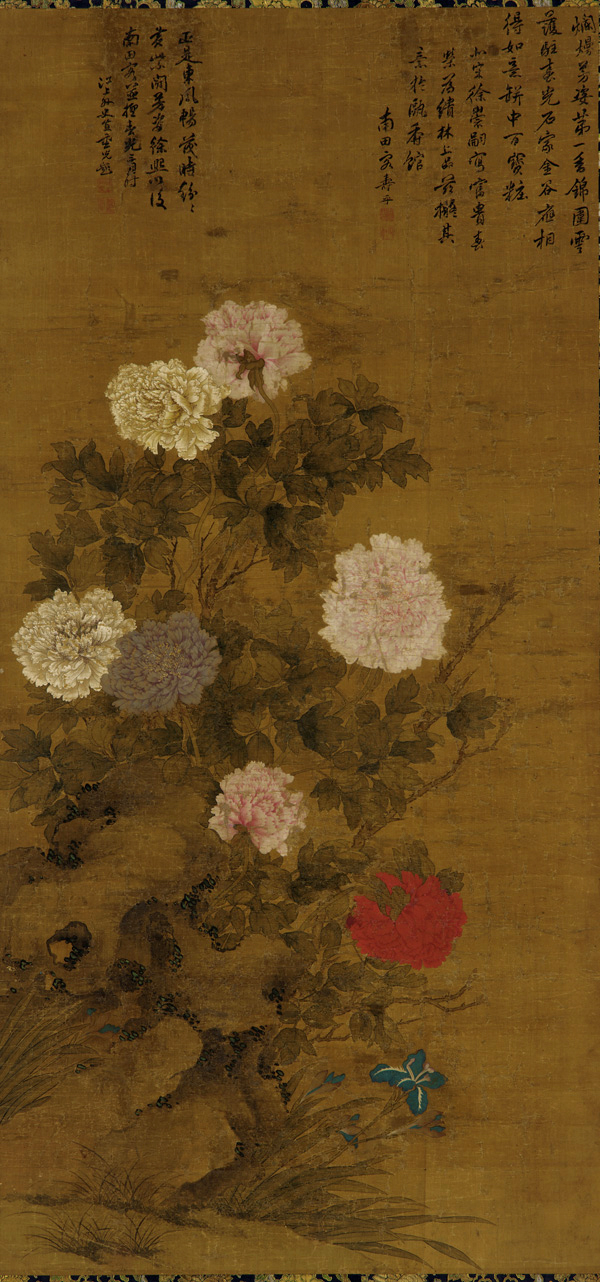
Peonías de Yun Shouping

## Obra
- Flor y fruto, en el Hong Kong Museum of Art
- Peonías en el Museo del Palacio Nacional de Taiwán
- Peonías en el Smithsonian